# Raimo Ramón Goyarrola Belda

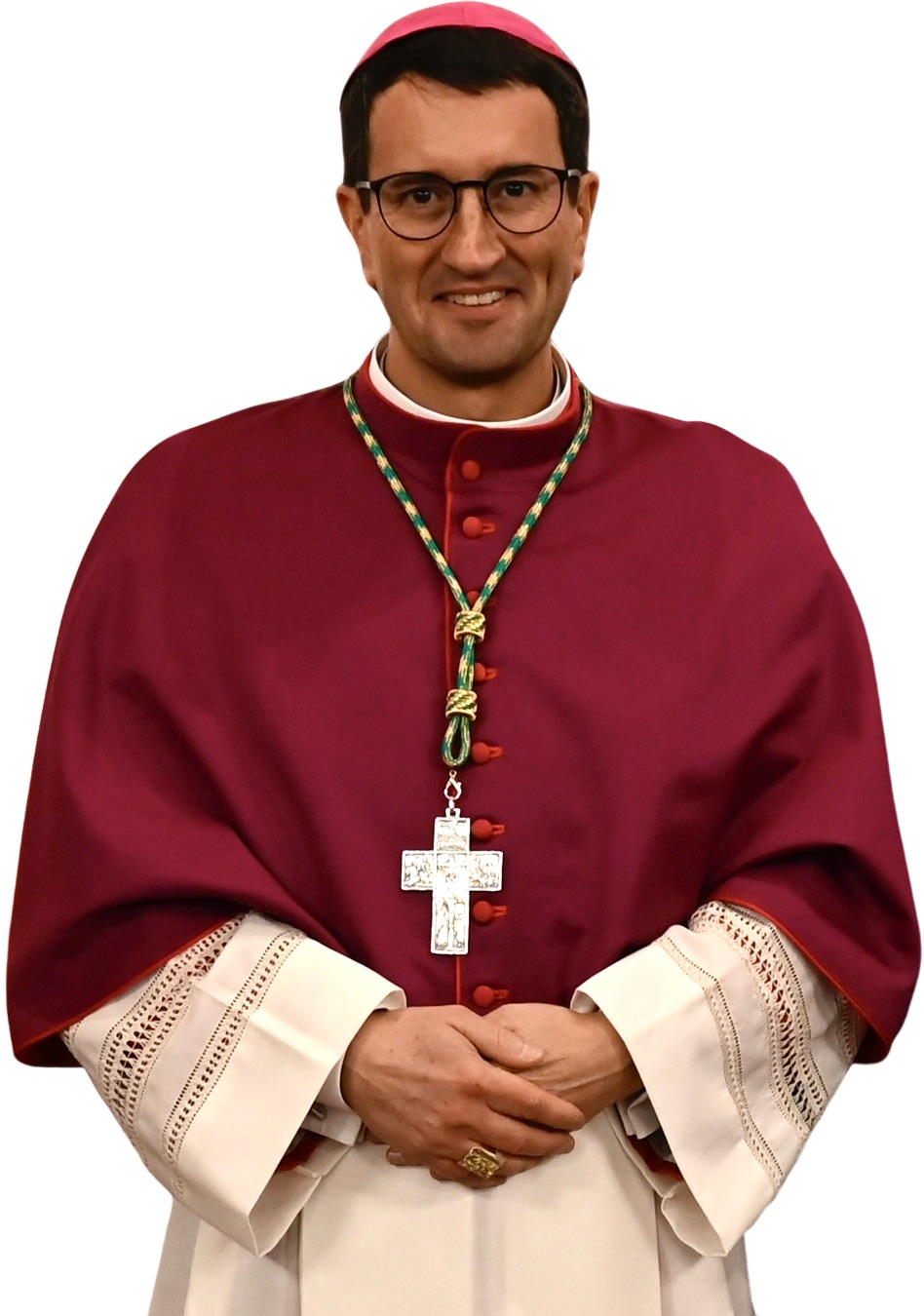
Raimo Ramón Goyarrola Belda (2023)

Bischofswappen von Raimo Ramón Goyarrola Belda

Raimo Ramón Goyarrola Belda (* 20. Juli 1969 in Bilbao) ist ein spanischer römisch-katholischer Geistlicher und Bischof von Helsinki in Finnland.

## Leben
Raimo Ramón Goyarrola Belda trat 1987 der Personalprälatur Opus Dei bei. Er erlangte zunächst einen Abschluss in Medizin und Chirurgie an der Universität Navarra in Pamplona. Später studierte er Philosophie und Katholische Theologie an der Päpstlichen Universität Santa Croce in Rom, an der er 2002 mit der Arbeit Iglesia de Roma y ministerio petrino. Estudio sobre el sujeto del primado (sedes o sedens) en la literatura teológica postconciliar („Die Kirche von Rom und das Petrusamt. Eine Studie über das Thema des Primats (sedes oder sedens) in der nachkonziliaren theologischen Literatur“) zum Doktor der Theologie im Fach Dogmatik promoviert wurde. Am 1. September 2002 empfing er das Sakrament der Priesterweihe für die Personalprälatur Opus Dei.
Goyarrola Belda war ab 2006 in Finnland tätig, wo er zunächst als Kaplan am Studentenwohnheim Tavasttähti und als Hochschulseelsorger in Helsinki, u. a. an der Handelshochschule Helsinki, sowie als Militärkaplan wirkte. Zudem unterrichtete er an mehreren staatlichen Schulen in Helsinki. Außerdem vertrat er das Bistum Helsinki im Ökumenischen Rat der Kirchen in Finnland, in dem er der Ethikkommission und dem Vorstand angehörte. Im September 2011 wurde Goyarrola Belda Generalvikar des Bistums Helsinki. Darüber hinaus war er Mitglied des Konsultorenkollegiums, des Priesterrats und der diözesanen Liturgiekommission sowie Postulator des Heiligsprechungsprozesses für den seligen Bischof Hemming und Moderator der Bruderschaft des Allerheiligsten Sakraments.
Am 29. September 2023 ernannte ihn Papst Franziskus zum Bischof von Helsinki. Der Bischof von Stockholm, Anders Kardinal Arborelius OCD, spendete ihm am 25. November desselben Jahres in der evangelisch-lutherischen Johanniskirche in Helsinki die Bischofsweihe; Mitkonsekratoren waren der Apostolische Nuntius in Finnland, Erzbischof Julio Murat, und der emeritierte Bischof von Helsinki, Teemu Sippo SCI. Sein Wahlspruch Servite Domino in Laetitia („Dient dem Herrn in Freude“) stammt aus Ps 100,2 .

## Schriften
- Iglesia de Roma y ministerio petrino. Estudio sobre el sujeto del primado (sedes o sedens) en la literatura teológica postconciliar (= Dissertationes. Series theologica. Band 8). Edizioni Università della Santa Croce, Rom 2002, ISBN 978-88-8333-041-4.
- Eutanasia. Muutamia lääketieteellisiä ja eettisiä kysymyksiä. KATT, Helsinki 2013, ISBN 978-952-9627-79-0.
- Kirjeitä taivaasta – Iloiset salaisuudet. KATT, Helsinki 2016, ISBN 978-952-7153-00-0.
- Kirjeitä taivaasta II – Valoisat salaisuudet. KATT, Helsinki 2018, ISBN 978-952-7153-26-0.
- Mitternachtssonne. In: José Miguel Cejas (Hrsg.): Warmer Nordwind. Lebenszeugnisse von Christen in den nordischen Ländern. fe-Medienverlag, Kißlegg 2018, ISBN 978-3-86357-214-3, S. 68–75 (spanisch: Cálido viento del norte. Relatos de los disidentes de las ideologías dominantes en Suecia, Noruega, Dinamarca y Finlandia, Islandia, Goenlandia y las Islas Feroe. Übersetzt von Helga Kegel, Janni Büsse).
- Ihmiselämä äidin kohdussa. KATT, Helsinki 2019, ISBN 978-952-7153-31-4.
- Kirjeitä taivaasta III – Murheelliset salaisuudet. KATT, Helsinki 2021, ISBN 978-952-7153-56-7.
- Kirjeitä taivaasta IV – Kunniakkaat salaisuudet. KATT, Helsinki 2022, ISBN 978-952-7153-64-2.